# Montañas Laguna

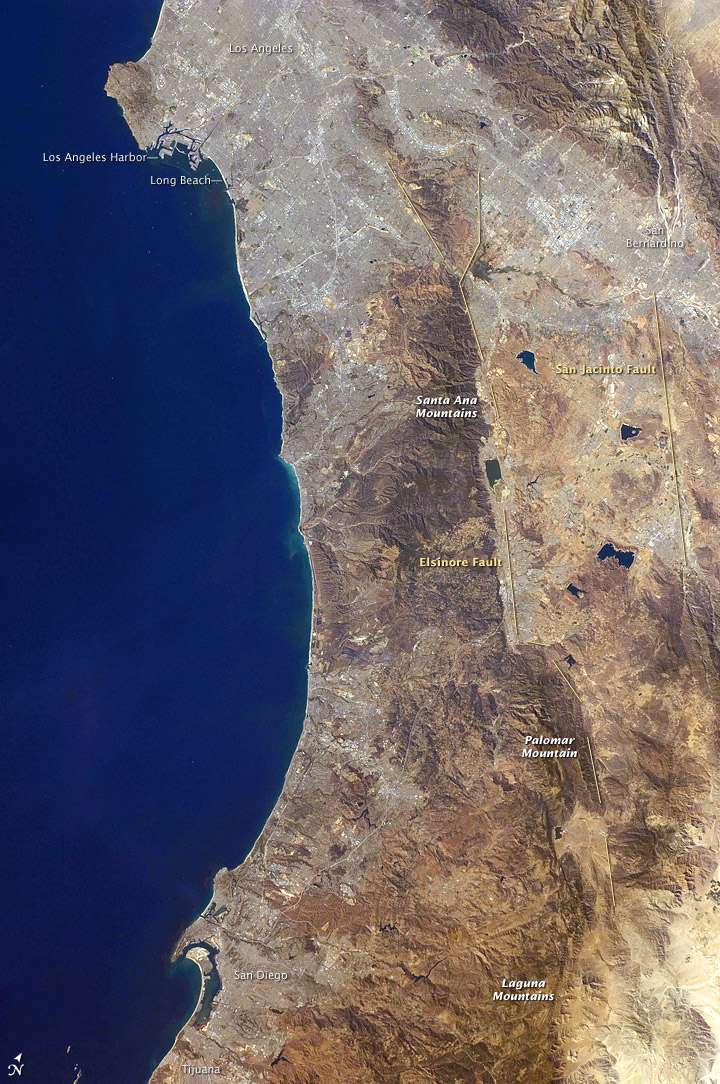
Laguna Mountains, sur de Palomar Mountain y
Elsinore Fault

Las Montañas Laguna son un sector de las Cordilleras Peninsulares en el este del condado de San Diego, California. Las montañas que se encuentran en un alineamiento noroeste / sureste durante aproximadamente 32 km.
Las Montañas Laguna están bordeadas por el área de Cuyamaca en el oeste y el desierto de Colorado en el este, donde las montañas forman un escarpado acantilado a lo largo de la falla de Laguna Salada. Al norte de las Montañas Laguna están limitadas por la Zona de Falla Elsinore y al sur por Cameron Valley y Thing Valley. El punto más alto de la montaña es de 1.944 m. Las montañas están en gran parte contenidas dentro del Bosque Nacional Cleveland. La nieve cae sobre los picos más altos, varias veces al año. Mount Laguna es una aldea en las montañas de Laguna, con una población de alrededor de 80 habitantes.
Las montañas de Laguna se extienden al noroeste  unos 56 km desde la frontera mexicana de la Sierra de Juárez.  Las Montañas de Santa Rosa están en el noroeste.
Las montañas han sido habitadas por los Kumiai.

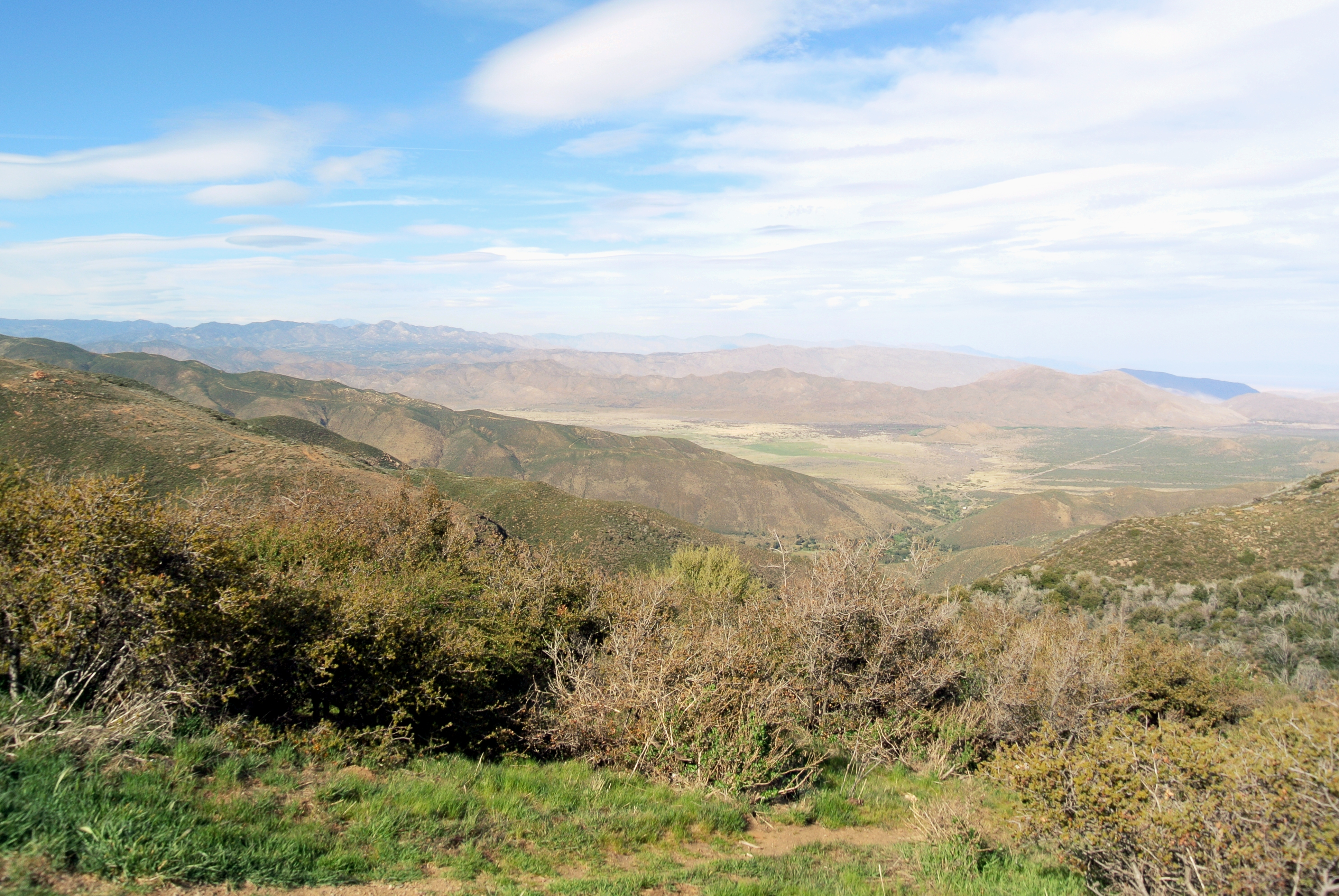
Vista desde Inspiration Point en las Montañas Laguna, Anza Borrego Desert State Park a la derecha y Vallecito Mountains a la izquierda